# Sei Nazioni femminile 2010
Il Sei Nazioni 2010 (ingl. 2010 Women's RBS 6 Nations Championship) è stato la quindicesima edizione del torneo rugbistico femminile del Sei Nazioni.
Disputatosi dal 5 febbraio al 21 marzo 2010, ha visto la vittoria della rappresentativa dell'Inghilterra, campione per l'undicesima volta e alla sua decima conquista a bottino pieno.
L'Italia ha per la prima volta vinto un incontro esterno e ha chiuso il torneo al quarto posto a pari merito della Scozia: dopo un pareggio per 6-6 nella terza giornata proprio contro le scozzesi, nell'ultimo incontro del girone le atlete azzurre hanno vinto in Galles 19-15 grazie a due mete della seconda linea delle Red Panthers Flavia Severin, relegando così le stesse gallesi all'ultimo posto della classifica.

## Calendario

### 1ª giornata
| Ashbourne 5 febbraio 2010, ore 19:30 | Irlanda        | 22 – 5 | Italia | Ashbourne Rugby Club\| Arbitro: \| Sarah Corrigan \| |
| Arbitro:                             | Sarah Corrigan |        |        |                                                      |

| Hersham 6 febbraio 2010, ore 19 | Inghilterra | 31 – 0 | Galles | Pillar Data Arena\| Arbitro: \| David Keane \| |
| Arbitro:                        | David Keane |        |        |                                                |

| Edimburgo febbraio 2010, ore 19:30 | Scozia          | 10 – 8 | Francia | New Hawthornden Stadium\| Arbitro: \| Stefano Mancini \| |
| Arbitro:                           | Stefano Mancini |        |         |                                                          |

### 2ª giornata
| Blois 12 febbraio 2010, ore 19 | Francia       | 19 – 9 | Irlanda | Stade des Allées\| Arbitro: \| Clare Daniels \| |
| Arbitro:                       | Clare Daniels |        |         |                                                 |

| Noceto 13 febbraio 2010, ore 14:30 | Italia     | 0 – 41 | Inghilterra | Stadio Nando Capra (2.000 spett.)\| Arbitro: \| Mhairi Hay \| |
| Arbitro:                           | Mhairi Hay |        |             |                                                               |

| Bridgend 14 febbraio 2010, ore 14 | Galles         | 28 – 12 | Scozia | Brewery Field\| Arbitro: \| Sarah Corrigan \| |
| Arbitro:                          | Sarah Corrigan |         |        |                                               |

### 3ª giornata
| Bridgend 28 febbraio 2010, ore 14 | Galles         | 3 – 15 | Francia | Brewery Field\| Arbitro: \| Dana Teagarden \| |
| Arbitro:                          | Dana Teagarden |        |         |                                               |

| Colleferro 28 febbraio 2010, ore 14:30 | Italia         | 6 – 6 | Scozia | Stadio Maurizio Natali\| Arbitro: \| Chris Williams \| |
| Arbitro:                               | Chris Williams |       |        |                                                        |

| Hersham 28 febbraio 2010, ore 15 | Inghilterra     | 22 – 5 | Irlanda | Pillar Data Arena\| Arbitro: \| Stefano Marrama \| |
| Arbitro:                         | Stefano Marrama |        |         |                                                    |

### 4ª giornata
| Ashbourne 12 marzo 2010, ore 19:30 | Irlanda | 18 – 3 | Galles | Ashbourne Rugby Club |

| Edimburgo 13 marzo 2010, ore 13:30 | Scozia | 0 – 51 | Inghilterra | Meggetland |

| Montpellier 13 marzo 2010, ore 20:30 | Francia | 45 – 14                    | Italia | Stadio Yves du Manoir |
| \| \| \| \| \| Agricole 8’, 45’ Hebel 13’ Loyer 19’ Rabier 32’ Allainmat 58’, 77’ \| mt \| 64’ L. Stefan 74’ Furlan \| \| Bailon 8’, 13’, 19’, 45’, 77’ \| tr \| 64’, 74’ Veronica Schiavon \| |         |                            |        |                       |
| |         |                            |        |                       |
| Agricole 8’, 45’ Hebel 13’ Loyer 19’ Rabier 32’ Allainmat 58’, 77’ | mt      | 64’ L. Stefan 74’ Furlan   |        |                       |
| Bailon 8’, 13’, 19’, 45’, 77’ | tr      | 64’, 74’ Veronica Schiavon |        |                       |

### 5ª giornata
| Ashbourne 19 marzo 2010, ore 19:30 | Irlanda | 15 – 3 | Scozia | Ashbourne Rugby Club |

| Rennes 19 marzo 2010, ore 20 | Francia | 10 – 11 | Inghilterra | Vélodrome |

| Bridgend 21 marzo 2010, ore 14 | Galles | 15 – 19 | Italia | Brewers Field |

## Classifica
| Pos | Squadra     | G | V | N | P | PF  | PS  | DP   | Pt |
| --- | ----------- | - | - | - | - | --- | --- | ---- | -- |
| 1   | Inghilterra | 5 | 5 | 0 | 0 | 156 | 15  | +141 | 10 |
| 2   | Francia     | 5 | 3 | 0 | 2 | 97  | 47  | +50  | 6  |
| 3   | Irlanda     | 5 | 3 | 0 | 2 | 69  | 52  | +17  | 6  |
| 4   | Scozia      | 5 | 1 | 1 | 3 | 31  | 108 | −77  | 3  |
| 5   | Italia      | 5 | 1 | 1 | 3 | 44  | 129 | −85  | 3  |
| 6   | Galles      | 5 | 1 | 0 | 4 | 49  | 95  | −46  | 2  |